# Dihelus granulosus
Dihelus granulosus là một loài tò vò trong họ Ichneumonidae.